# Confederación Centroamericana y del Caribe de Atletismo
La Confederación Centroamericana y del Caribe de Atletismo (CCCA) es el organismo encargado de promover y desarrollar el deporte del atletismo en la región Centroamericana y del Caribe, y  de la organización de los campeonatos en categorías senior, juvenil, e infantil, así como un evento especial de campo a través.

## Historia
Durante la celebración de los X Juegos Centroamericanos y del Caribe en San Juan, Puerto Rico, en 1966, y por iniciativa del delegado mexicano Carlos de Anda, se discutió sobre la necesidad de organizar un campeonato de atletismo en la región.
El primer evento se realizó en 1967 en Jalapa, Veracruz, México, y la ocasión fue aprovechada para proponer el establecimiento  de una confederación. Ya en los Juegos Panamericanos de 1967 de Winnipeg, Canadá, se aprobaron los estatutos tentativos del organismo, y se eligió un comité permanente. También se aprobó la sede de Cali, Colombia, para la segunda edición del campeonato en 1969. Durante el desarrollo de dicho evento, los estatutos fueron aprobados.

## Campeonatos
Campeonatos a cargo de la CCCA:
- Campeonato Centroamericano y del Caribe de Atletismo.
- Campeonato Juvenil Centroamericano y del Caribe de Atletismo.
- Campeonato Centroamericano y del Caribe de Campo a Través.
- Campeonato Infantil Centroamericano y del Caribe de Atletismo.

## Miembros
| - Bermudas National Athletics Association - Bahamas Association of Athletics Associations - Federación Cubana de Atletismo - Jamaica Athletics Administrative Association Limited - Cayman Islands Amateur Athletic Association - Federación de Atletismo de Puerto Rico - Fédération Haitienne d′Athlétisme Amateur - Federación Dominicana de Asociaciones de Atletismo - Turks & Caicos Islands Amateur Athletic Association - Amateur Athletic Association of Barbados - Nat′l Association of Athletic Admin. of Trinidad & Tobago - Arubaanse Atletiek Bond - Nat′l Association of Athletic Admin. of Trinidad & Tobago - Federación Venezolana de Atletismo - Federación Colombiana de Atletismo - Athletics Association of Guyana - Surinaamse Atletiek Bond | - Federación Mexicana de Asociaciones de Atletismo - Federación Nacional de Atletismo de Guatemala - Belize Amateur Athletic Association - Federación Salvadoreña de Atletismo - Federación Nicaragüense de Atletismo - Federación Nacional Hondureña de Atletismo - Federación Costarricense de Atletismo - Federación Panameña de Atletismo - Virgin Islands Track and Field Federation - British Virgin Islands Athletics Association - Saint Lucia Athletics Association - Dominica Amateur Athletic Association - Saint Kitts & Nevis Amateur Athletic Association - Team Athletics Saint Vincent & Grenadines - Grenada Athletic Association - Athletic Association of Antigua & Barbuda - Montserrat Amateur Athletic Association - Anguilla Amateur Athletic Association |

Observadores:
| - / Curaçaose Atletiek Bond - / Ligue d'Athlétisme de la Guyane - / Ligue de Martinique d'Athlétisme - Ligue Régionale d'Athlétisme de la Guadeloupe - Sint Maarten Amateur Athletics Association |